# Rottnersdorf
Rottnersdorf ist ein Gemeindeteil des Marktes Bechhofen im Landkreis Ansbach (Mittelfranken, Bayern). Rottnersdorf liegt in der Gemarkung Birkach.

## Geografie
Die Einöde liegt am Mühlgraben, einem rechter Zufluss der Wieseth. Südlich des Ortes befindet sich der Rottnersdorfer Mühlweiher. Im Osten grenzt das Flurgebiet Kessel an, 0,5 km südöstlich liegt das Waldgebiet Brandlach. Eine Gemeindeverbindungsstraße führt zur Staatsstraße 2220 bei Bechhofen (0,8 km westlich) bzw. nach Birkach zur Kreisstraße AN 54 (1,3 km südlich).

## Geschichte
Der Ort hieß ursprünglich „Rottmannsdorf“. Aus dem Ortsnamen kann man schließen, dass es sich ursprünglich um eine aus mehreren Häusern bestehende Siedlung handelte. 1444 war nur noch die Rede von einem Mühlgut. Dieses verkaufte Heinrich von Lentersheim samt zugehörigen Weiher an Friz von Holzingen zu Wiesethbruck, der es seinerseits 1458 an das Kloster Heilsbronn verkaufte.
Rottnersdorf lag im Fraischbezirk des ansbachischen Oberamtes Wassertrüdingen. Gegen Ende des 18. Jahrhunderts bestand der Ort aus 2 Anwesen (1 Mühle mit Hammerschmiede, 1 Hof). Grundherr war das ansbachische Verwalteramt Waizendorf. Von 1797 bis 1808 unterstand der Ort dem Justiz- und Kammeramt Wassertrüdingen.
Infolge des Gemeindeedikts wurde Rottnersdorf dem 1809 gebildeten Steuerdistrikt und Ruralgemeinde Unterkönigshofen zugewiesen. 1818 kam der Ort an die neu gebildete Ruralgemeinde Birkach (1870 in Heinersdorf umbenannt). Im Zuge der Gebietsreform in Bayern wurde Rottnersdorf  am 1. Juli 1971 nach Bechhofen eingemeindet.

### Baudenkmal
- Rottnersdorfer Mühle: ehem. Mühlen- und Wohngebäude, eingeschossiger Satteldachbau, massiv, im Kern wohl 16. Jahrhundert; Scheune, massiver Satteldachbau, 19. Jahrhundert[11]

### Einwohnerentwicklung
| Jahr      | 001818 | 001840 | 001861 | 001871 | 001885 | 001900 | 001925 | 001950 | 001961 | 001970 | 001987 | 002001 | 002011 | 002017 | 002023 |
| Einwohner | 5      | 7      | 8      | 9      | 7      | 4      | 4      | 14     | 5      | 4      | 6      | 7      | 6      | 6      | 4      |
| Häuser    | 1      | 1      |        |        | 1      | 1      | 1      | 2      | 2      |        | 1      |        |        |        |        |
| Quelle    | [ 13 ] | [ 14 ] | [ 15 ] | [ 16 ] | [ 17 ] | [ 18 ] | [ 19 ] | [ 20 ] | [ 21 ] | [ 22 ] | [ 23 ] | [ 24 ] |        | [ 25 ] | [ 1 ]  |

## Religion
Der Ort ist seit der Reformation evangelisch-lutherisch geprägt und war ursprünglich nach St. Maria (Königshofen an der Heide) gepfarrt, seit der zweiten Hälfte des 20. Jahrhunderts ist die Pfarrei St. Johannis (Bechhofen) zuständig. Die Katholiken sind nach Herz Jesu (Bechhofen) gepfarrt.